# The Sensations (zanggroep)
The Sensations was een Jamaicaanse zanggroep.

## Bezetting
- Jimmy Riley
- Cornel Campbell[1]
- Buster Riley[2]
- Aaron 'Bobby' Davis[3]
- Jackie Paris[4]
- Radcliffe 'Dougie' Bryan[5] (gitaar)

## Geschiedenis
The Sensations was een Jamaicaanse zanggroep, die in de achtergrond meewerkte aan veel reggaehits van de late jaren 1960 en de vroege jaren 1970. Ze brachten de single Just One Smile (1969) uit.